# Stanimir Tsjolakov
Stanimir Tsjolakov (Pastrogor, 17 december 1991) is een Bulgaars voormalig wielrenner die in 2018 reed voor Trevigiani Phonix-Hemus 1896.

## Carrière
In 2017 behaalde Tsjolakov zijn eerste UCI-overwinning toen hij de laatste etappe in de Ronde van Bulgarije-Noord op zijn naam schreef. De Brit Callum Ferguson werd drie seconden later tweede.

## Overwinningen
2017
3e etappe Ronde van Bulgarije-Noord

## Ploegen
- 2014 –  Sicot-Hemus 1896
- 2017 –  Unieuro Trevigiani-Hemus 1896
- 2018 –  Trevigiani Phonix-Hemus 1896

Almeida · Andreev · Cacciotti · Cenghialta · Kolev · Michajlov · Mitev · Molteni · Siddikov · Ravanelli · Roesenov · Tivani · Tsjolakov · Vega · Viejo · Viel · Zahiri · Davila (stagiair) · Muñoz (stagiair)
Arnoult · Betsjkov · Fedeli · Jurado · Kolev · Michajlov · Molteni · Montoya · Nikolov · Peñalver · Tivani · Tsjolakov · Vargas · Zahiri · Zana